# Glishades
Glishades is een geslacht van ornithischische dinosauriërs behorend tot de groep van de Euornithopoda dat tijdens het late Krijt leefde in het gebied van het huidige Noord-Amerika.

## Naamgeving en vondst
De typesoort Glishades ericksoni is in 2010 benoemd en beschreven door Albert Prieto-Márquez. De geslachtsnaam is afgeleid van het Latijnse glis, "modder" en het Klassiek Griekse hades, "de verborgene", een verwijzing naar het feit dat de vondst in een versteende modderlaag verborgen was en meteen naar de Onderwereld, de andere betekenis van Hades, waar de beenderen immers als het ware uit afkomstig zijn. De soortaanduiding eert de paleontoloog Gregory Erickson.
Het fossiel, holotype AMNH 27414, bestaat uit twee verbonden praemaxillae, voorste snuitbeenderen, die in Montana gevonden werden in de Two Medicin-formatie, die stamt uit het Campanien.
In 2012 stelden Nicolas Campione e.a. dat Glishades slechts een jong was van een of andere hadrosauride en, gegeven een mate van individuele variatie, niet onderscheiden kon worden van de jongen van Prosaurolophus, Gryposaurus of Maiasaura zodat het als een nomen dubium beschouwd moet worden.

## Beschrijving
Hoewel de resten tamelijk beperkt zijn, toonden ze volgens Prieto-Márquez toch voldoende unieke kenmerken om te concluderen dat het om een apart taxon ging. Het fragment is ongeveer tien centimeter breed en, in de lengterichting van de schedel, ongeveer acht centimeter lang. De snuit is vooraan afgerond en droeg geen tanden maar was de bevestiging van het bovendeel van een hoornsnavel die diende om planten mee af te bijten. Bovenop is het bot vrij glad. De onderkant echter is erg ruw met een verdikte gegroefde richel wat een aanwijzing is dat daarop een hoornkussen aanwezig was. Ook de voorrand van de snuit is gegroefd. De achterrand van de snuit, aan de binnenkant van de mond, is daarbij recht, zonder de gebruikelijke uitholling die verwante soorten tonen. De rand staat zelfs zo recht op de zijkanten van de bovenkaken dat vrij scherpe hoeken gevormd worden. Vlak bij de aanhechting van de neusbeenderen heeft iedere praemaxilla een foramen, een kleine opening in de beenwand.

## Fylogenie
Prieto-Márquez voerde een kladistische analyse uit met als uitkomst dat Glishades zich op een vrij afgeleide positie in de Hadrosauroidea bevond maar wel buiten de Hadrosauridae. Hij zou het zustertaxon zijn geweest van Bactrosaurus. De studie van Campione e.a. daarentegen stelde dat de vermeende basale positie slechts een gevolg was van het feit dat jonge dieren eigenschappen tonen die typisch zijn voor de voorouders van een bepaald taxa. Het exemplaar zou dus in feite een hadrosauride zijn.